# Natura morta

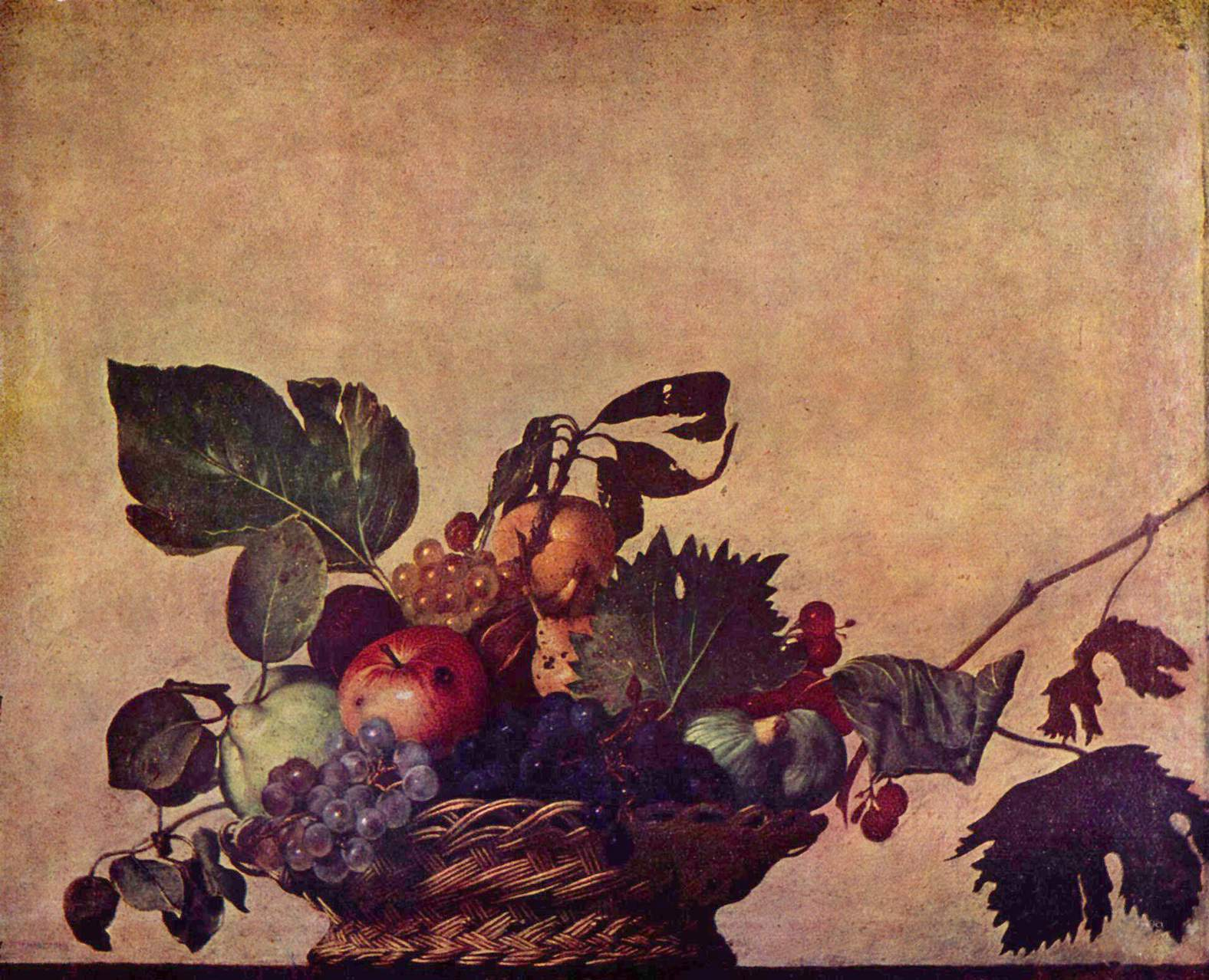
Canestra di frutta (olio su tela, 47 x 62 cm, 1596 circa, Milano, Pinacoteca Ambrosiana) di Caravaggio, uno dei più famosi esempi di natura morta

La natura morta è una raffigurazione pittorica di oggetti inanimati. Si rappresentano soprattutto frutta e fiori, ma anche oggetti di vario tipo, come strumenti musicali, bottiglie o animali morti.
Celebri nature morte che rappresentano frutta e fiori sono quelle di Caravaggio e di Fantin-Latour.

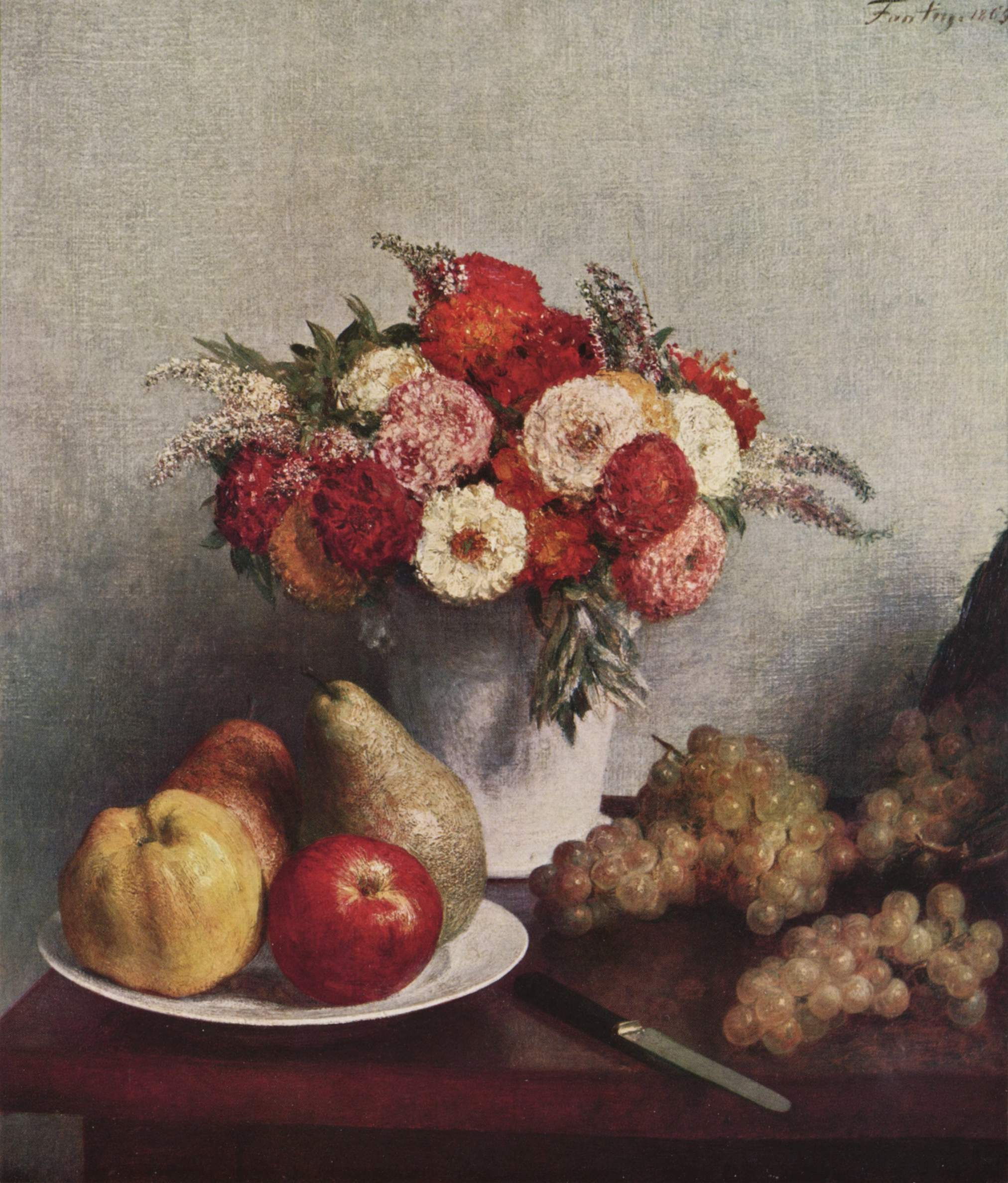
Fiori e frutta (olio su tela, 64 x 57 cm, 1865, Parigi, Museo d'Orsay) di Henri Fantin-Latour

La natura morta si configura come genere autonomo solo all'inizio del XVII secolo, tuttavia troviamo esperienze figurative più antiche.

## La natura morta nell'antichità
In epoca ellenistica si svilupparono tra il II e il III secolo a.C. asarotos (casa non spazzata) e xenia (doni augurali agli ospiti). I primi erano decorazioni a mosaico sui pavimenti che rappresentavano resti di cibo come ad esempio scorze di limone attribuite a Sosos. Probabilmente l'idea traeva spunto dal culto dei morti: il cibo caduto da tavola era destinato ai familiari defunti. Ancora non chiara invece è la funzione degli xenia, si tratta di affreschi che secondo alcune ipotesi di studiosi erano dei doni di benvenuto agli ospiti.
Nel Seicento gli artisti a volte rievocano i precedenti archeologici, noti attraverso i mosaici romani utilizzando l'autorità dei 'classici' per rivendicare la dignità di un genere ritenuto minore.

## La natura morta nel Medioevo
L'attenzione per la raffigurazione dell'oggetto si ripresenta solo dopo secoli, a partire dal 1300 quando la cultura presta attenzione al valore simbolico degli oggetti, come ad esempio i teschi che rappresentano il memento mori e la vanitas, o i fiori appassiti che ricordano all'uomo che la bellezza è effimera e passeggera. Spesso si tratta di moniti. L'oggetto è simbolo di un messaggio e non fine a se stesso.
Anche nella cultura trecentesca italiana possiamo rintracciare degli antecedenti della "natura morta", nel ruolo di Giotto e dei seguaci e di altri maestri toscani del Trecento nella rappresentazione di ambienti senza figure. Significativo anche quanto narra Vasari su Giotto ancora allievo di Cimabue un giorno dipinse una mosca su un affresco e Cimabue vedendola cercò di scacciarla per poi accorgersi dello scherzo e di come l'allievo fosse stato abile.

## La natura morta nel Rinascimento
La natura morta 'moderna' trova un preciso campo di sperimentazione nelle tarsie lignee quattrocentesche. Ambito prediletto per le stupefacenti esercitazioni dei pionieri della prospettiva, i pannelli lignei simulano frequentemente ante di armadi e scansie in cui sono collocati gli oggetti più diversi, anticipando soluzioni e soggetti che verranno adottati nel Seicento.
Nel XV secolo le origini del genere vanno collegate alla pittura fiamminga e a quella di Antonio Leonelli da Crevalcore, dove appaiono nel particolare di San Paolo nel trittico di Étrepy e in altre sue opere una serie di nature morte. Particolare il ruolo delle tarsie lignee, che sperimentano soluzioni adottate più tardi nella pittura.
Nel XVI secolo cresce l'attenzione verso la rappresentazione di oggetti e forme del mondo naturale. Si può ricordare ad esempio l'opera di Giovanni da Udine di cui rimane famosa la rappresentazione di strumenti musicali ai piedi di Santa Cecilia  rappresentata in un quadro di Raffaello e le grottesche e ghirlande della Villa Farnesina ricca di innumerevoli forme vegetali.

## La natura morta nel Seicento

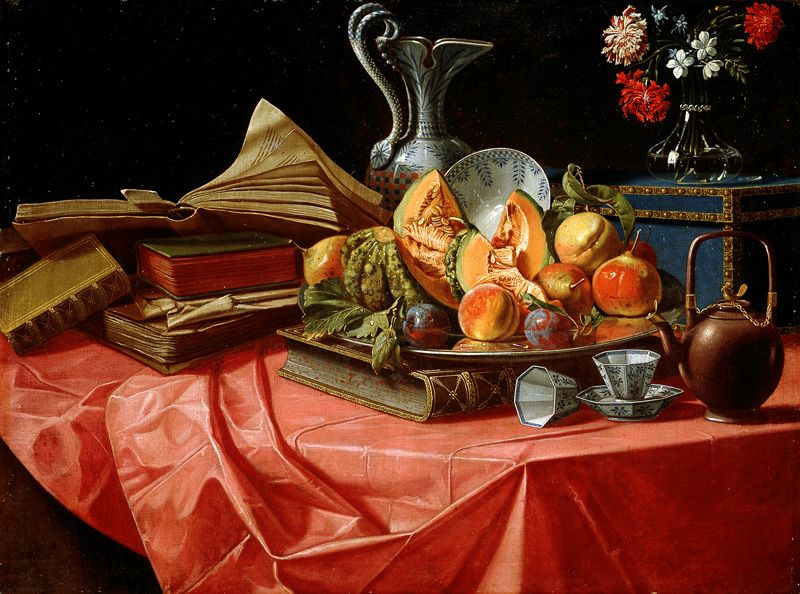
Cristoforo Munari (1667 – 1720) Libri, porcellane cinesi, vassoio di frutta, bauletto, vasetto di fiori e teiera su tavolo coperto da tovaglia rossa

Durante il XVII secolo si conosce un notevole sviluppo delle opere raffiguranti natura morta. Fra i numerosi pittori italiani che vi si dedicano con particolare fortuna, possiamo ricordare:
- Caravaggio
- Fede Galizia
- Giovanna Garzoni
- Giovanni Antonio Nessoli
- Michele Pace
- Paolo Porpora
- Giuseppe Recco

Antonio Paolucci considera fra le più belle nature morte del Seicento un quadro anonimo, realista ma non iperrealista: la Fiasca con fiori, attualmente conservata nella Pinacoteca civica di Forlì.
Nel Seicento, fra gli altri, opera Evaristo Baschenis, di cui alcune opere sono esposte all'Accademia Carrara di Bergamo. Principalmente i suoi soggetti sono gli strumenti musicali che riflettono l'importanza del legame fra musica e spiritualità. Dipinge con grande attenzione per il vero, creando dei trompe-l'œil che non riguardano più solo i soggetti del dipinto: in un caso particolare dipinge uno strato di polvere che sembra rivestire il quadro, creando così concettualmente un trompe l'œil sul dipinto anziché nel dipinto. Propone un modo nuovo di vivere l'esperienza della percezione, può dipingere una mosca come se facesse parte del quadro oppure come se si trovasse accidentalmente sul quadro, sono livelli diversi della stessa finzione.
Nel Seicento la natura morta si sviluppa in tutta l'Europa, anzitutto in Fiandra ed in Olanda ma anche in Spagna (con i cosiddetti bodegones) e in Francia. Alcuni dei pittori più famosi di nature morte dell'epoca sono Pieter Claesz, Willem Kalf, Abraham van Beyeren, Jacob van Es, Ludovico de Susio, Juan Sánchez Cotán, Francisco de Zurbarán, Sebastian Stoskopff e Jean-Baptiste Belin.

## La natura morta nel Settecento

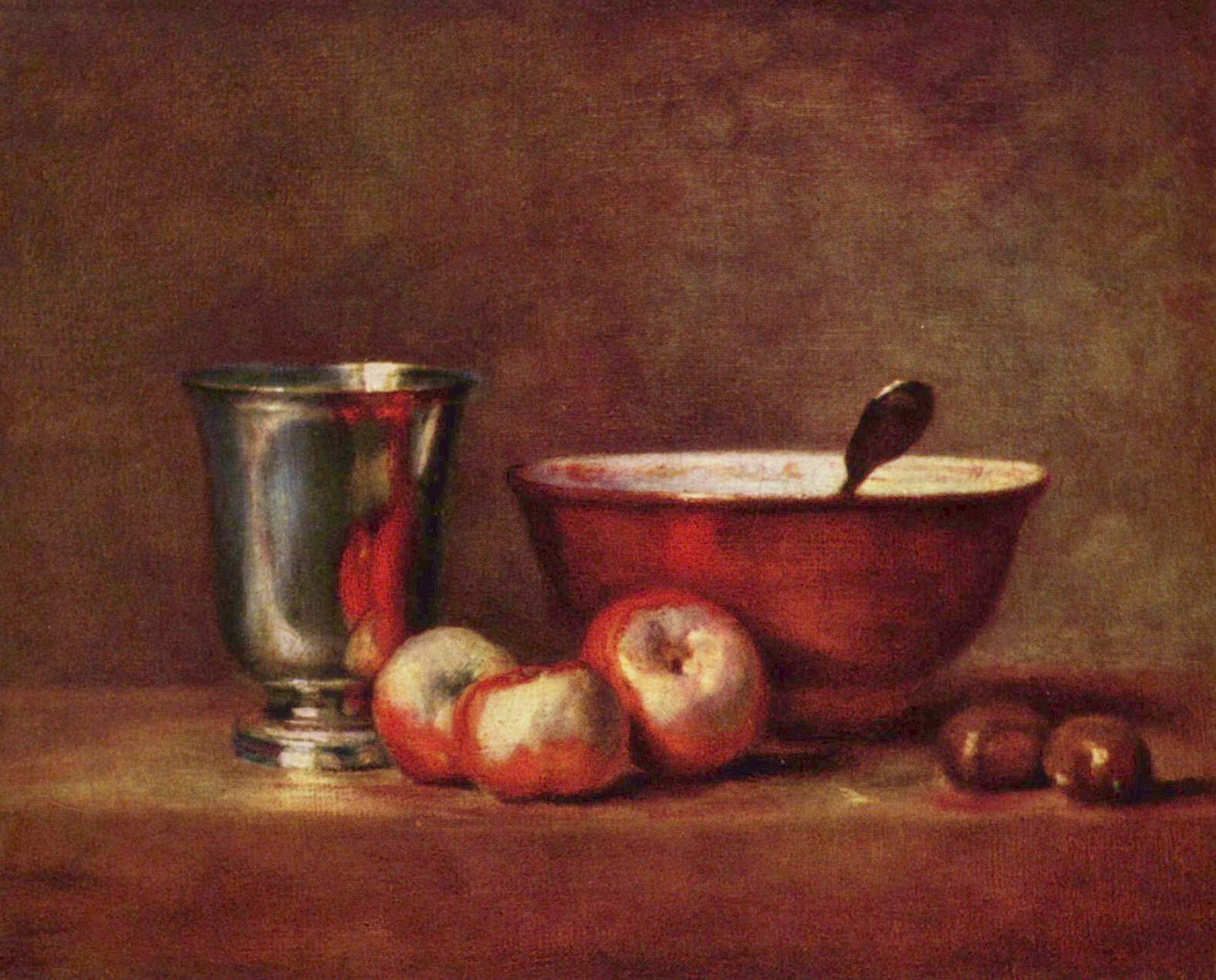
Natura morta (c. 1760) di Jean-Baptiste Chardin, Parigi, museo del Louvre

In Francia, un gran maestro della natura morta, ispirato dagli olandesi del secolo precedente e dal gusto Rococò, è Jean-Baptiste Chardin. Altri rappresentanti del genere sono Alexandre-François Desportes, Jean-Baptiste Oudry, Anne Vallayer-Coster, Luis Meléndez e la pittrice olandese Rachel Ruysch.

## La natura morta nell'Ottocento

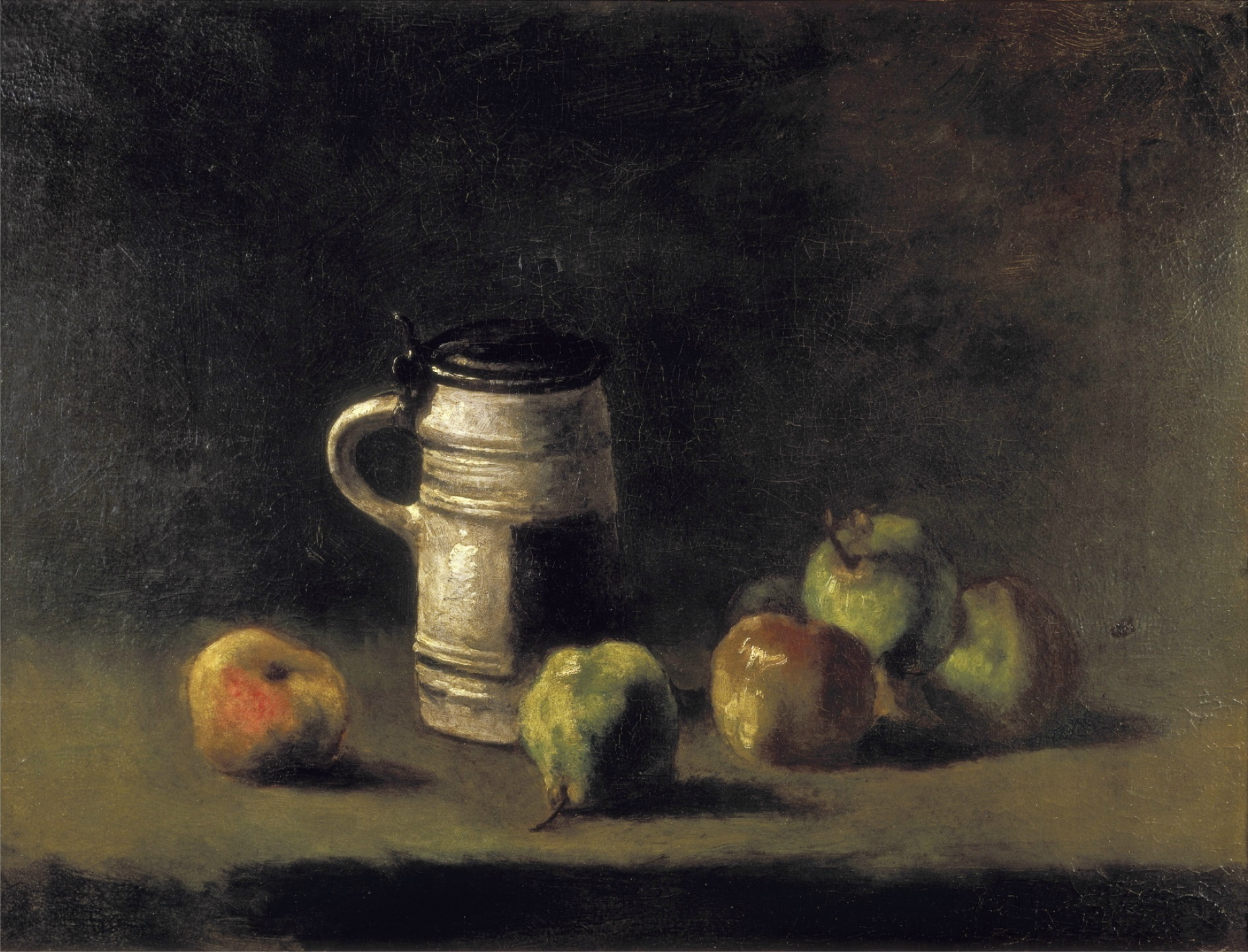
Natura morta con boccale da birra e frutta di Vincent van Gogh (olio su tela, 44,5x57,5 cm, 1881 Von Der Heydt Museum, Wuppertal)

## La natura morta nel '900
Un importante artista novecentesco cimentatosi nel genere fu Cristoforo De Amicis .

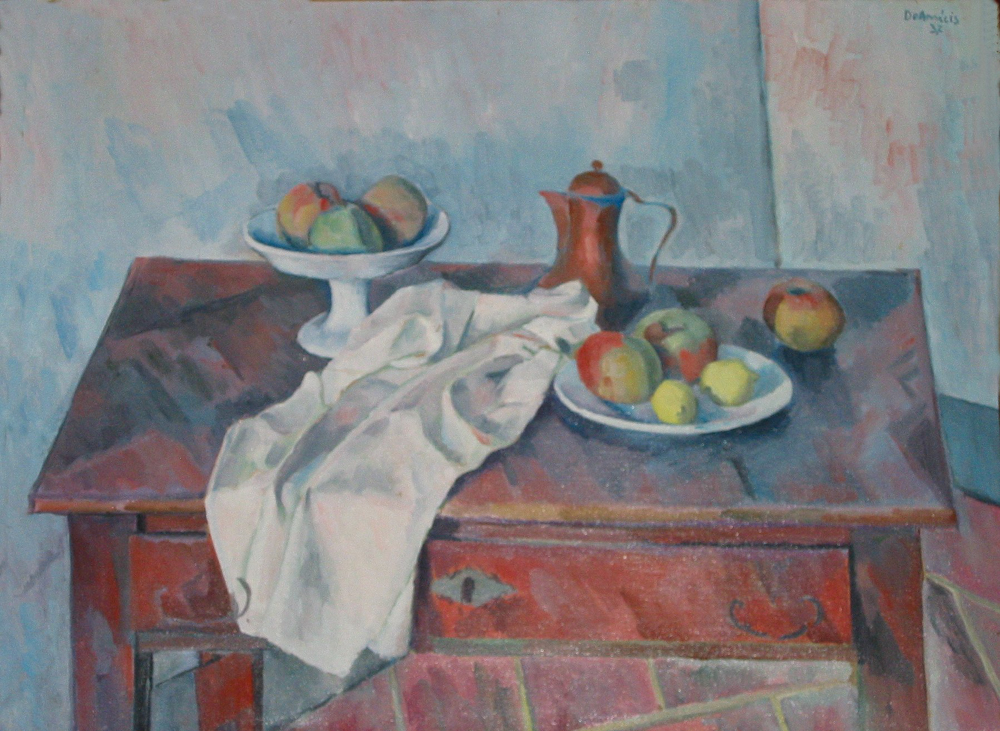
Cristoforo De Amicis, natura morta 1937